# Francesco Paolo Masullo
Francesco Paolo Masullo (* 1679 in Acquaviva delle Fonti; † 1733 ebenda) war ein italienischer Soprankastrat und Kapellmeister.
Der Sohn von Antonio Domenico studierte 1690 in der Conservatorio della Pietà dei Turchini von Neapel. Er wurde Kapellmeister der Kathedrale von Acquaviva delle Fonti.